# Église unie
Pour les articles homonymes, voir Église unie (homonymie).
Une Église unie est une Église fondée de la fusion de deux ou plusieurs Églises protestantes ou de la réunion en une Église de deux ou plusieurs courants théologiques. 

## Caractéristiques
Les Églises unies s’inscrivent principalement dans le protestantisme libéral et sont majoritairement de traditions réformée, congrégationaliste, luthérienne, presbytérienne ou méthodiste.

## Exemples
- Allemagne : Église protestante en Allemagne, organisation faîtière des 20 Églises régionales allemandes, parmi eux huit luthériennes, sept multiconfessionnelles d’administration unie, trois unies par confession et deux réformées
  - Église protestante d'Anhalt de confession protestante unie
  - Église protestante du Pays de Bade de confession protestante unie
  - Église protestante du Palatinat de confession protestante unie
  - Église protestante en Allemagne centrale comprenant des paroisses luthériennes et réformées sous l'administration unie
  - Église protestante Berlin-Brandebourg-Haute Lusace silésienne comprenant des paroisses luthériennes, réformées et unies sous l'administration unie
  - Église protestante de Brême comprenant des paroisses réformées, luthériennes et une unie sous l'administration unie
  - Église protestante en Hesse et Nassau comprenant des paroisses unies, luthériennes et réformées sous l'administration unie
  - Église protestante de Hesse électorale-Waldeck comprenant des paroisses unies, luthériennes et réformées sous l'administration unie
  - Église protestante en Rhénanie comprenant des paroisses unies, réformées et luthériennes sous l'administration unie
  - Église protestante de Westphalie comprenant des paroisses luthériennes, unies et réformées sous l'administration unie
- Australie : Uniting Church in Australia, fusion des Églises congrégationaliste, méthodiste et presbytérienne en 1977.
- Bangladesh : Église du Bangladesh
- Canada : Église unie du Canada, fusion des Églises congrégationaliste, méthodiste et d'une majorité d'églises presbytériennes
- République tchèque : Église évangélique des frères tchèques, fondée en 1918 en Tchécoslovaquie par la fusion des églises protestantes luthérienne et réformée.
- France :
  - Union des Églises protestantes d'Alsace et de Lorraine, formé en 2006 par l’union de l’Église protestante de la Confession d'Augsbourg d'Alsace et de Lorraine et l’Église protestante réformée d'Alsace et de Lorraine
  - Église protestante unie de France (hors Alsace et Lorraine), formée en 2013 par l’union de l’Église réformée de France et de l'Église évangélique luthérienne de France.
- États-Unis : Église unie du Christ, fusion en 1957 de l’Églises chrétiennes congrégationaliste et de l’Église évangélique réformée.
- États-Unis : Église méthodiste unie, fusion de l’Église méthodiste et de l’Église évangélique unie des frères de 1968.
- Inde : Église de l'Inde du Nord, fusion des Églises anglicane, méthodiste, baptiste, disciples du Christ, presbytérienne, congrégationaliste et Church of the Brethren.
- Inde : Église de l'Inde du Sud, fusion des Églises anglicane, méthodiste,  congrégationaliste, presbytérienne et Églises réformées.
- Indonésie : Église chrétienne d'Indonésie .
- Italie : Union des Églises méthodiste et vaudoise, fusion en 1975 de l’Église évangélique vaudoise et de l’Église évangélique méthodiste en Italie.
- Jamaïque : Église unie en Jamaïque et aux îles Caïmans
- Japon: Église unie du Christ du Japon
- Kiribati: Église unificatrice de Kiribati
- Mélanésie : Église unie de Papouasie-Nouvelle-Guinée et des Îles Salomon
- Pays-Bas : Église protestante aux Pays-Bas, fusion en 2004 de l’Églises réformées aux Pays-Bas et de l’Église évangélique luthérienne au Royaume des Pays-Bas
- Pakistan: Église du Pakistan, fusion des Églises anglicane, méthodiste, luthérienne, presbytérienne.
- Philippines : Église unie du Christ aux Philippines
- Suède : Église évangélique libre en Suède, fusion de la mission Örebrö, des baptistes libres en Suède et de Union de la sainteté en 2002.
- Suède : Église unie de Suède, fusion de la branche suédoise de l’Église méthodiste unie, de l’Union baptiste suédoise et d’une Église luthérienne libre indépendante de l’Église de Suède, en 2011.
- Thaïlande : Église du Christ en Thaïlande
- Royaume-Uni : United Reformed Church, fusion de 1972 des églises congrégationaliste et presbytérienne  d’Angleterre et du Pays de Galles, rejoint plus tard par l’Églises du Christ et Union congrégationaliste d'Écosse.
- Royaume-Uni : Église libre unie d'Écosse.